# ВК Ваљево
Ватерполо клуб Ваљево је српски ватерполо клуб из Ваљева. Из спонзорских разлога пун назив клуба тренутно гласи Ваљево Горење. У сезони 2017/18. такмичи се у Првој А лиги Србије и у Јадранској лиги. 

## Историја
Клуб је основан у децембру 2011. године под називом Валис 93. У јулу 2016. године променио је име у Ваљево. Од сезоне 2016/17. такмичи се у Првој А лиги Србије. 
Од сезоне 2017/18. учествује и у регионалној Јадранској лиги.